# Ernst Gustav Leyst
Ernst Gustav Leyst (russisch Эрнест Егорович Лейст; * 7. Januarjul. / 19. Januar 1852greg. in Reval; † 13. September 1918 in Bad Nauheim) war ein russischer Geophysiker, Meteorologe und Hochschullehrer.

## Leben
Leysts Eltern waren der Tischler Georg Leyst und seine Frau Mai geborene Diez. Leyst ging nach St. Petersburg, gab Deutschunterricht und arbeitete als Repetitor. 1872 legte er die Hauslehrerprüfung und 1874 die Mathematiklehrerprüfung ab. Nachdem er 1875 als Externer die Reifeprüfung absolviert hatte, begann er im Januar 1876 das Studium an der physikalisch-mathematischen Fakultät der Kaiserlichen Universität Dorpat. Neben dem Studium unterrichtete er Mathematik an einem privaten Gymnasium. 1878 verlieh ihm der Universitätsrat eine Goldmedaille für seine Arbeit über die Zahl der Lösungen von unbestimmten Gleichungen. 1879 schloss er das Studium mit einer Goldmedaille als Kandidat der Reinen Mathematik ab und legte gleichzeitig die Mathematikoberlehrerprüfung ab.
Nach dem Studium unterrichtete Leyst in St. Petersburg Physik in der Katharinaschule an der Fontanka. Gleichzeitig arbeitete er im St. Petersburger Physikalischen Hauptobservatorium als Physiker der Abteilung für telegrafische Wetterberichte und Sturmwarnungen. Anhand der Materialien in der Bibliothek und im Archiv erstellte er einen Katalog der meteorologischen Beobachtungen mit der Geschichte aller meteorologischen Institutionen in Russland bis 1884.
1882 heiratete Leyst Helene von Wahl vom Gut Kawast bei Oberpahlen.
1884 wurde Leyst als Oberbeobachter in das Konstantinowsker Magnet- und Meteorologie-Observatorium in Pawlowsk versetzt, wo er Temperatur- und Geomagnetik-Untersuchungen durchführte. 1886 wurde er Direktor des Observatoriums. Mit seiner bei Gustav Heinrich Wiedemann und Heinrich Bruns angefertigten Dissertation Untersuchungen über Ablesungstermine der Extremthermometer auf die aus ihnen abgeleiteten Extrem-Temperaturen und Tagesmittel der Temperatur promovierte ihn die Universität Leipzig 1889 zum Dr. phil. und Magister der reinen Wissenschaft. Im Februar 1893 wurde er Privatdozent an der Universität St. Petersburg und hielt eine Vorlesung über Physische Geographie.
Im Juni 1895 wurde Leyst Privatdozent an der Universität Moskau (MGU) und Leiter des Meteorologischen Observatoriums der MGU. Im gleichen Jahr legte er die Magisterprüfung ab. 1897 verteidigte er an der Universität Dorpat seine Dissertation über den Einfluss der Planeten auf den Erdmagnetismus, worauf er zum Magister der physischen Geographie promoviert wurde.
1898 wurde der Direktor des Observatoire météorologique de Montsouris in Paris Moureau für zwei Wochen eingeladen, sich an der Untersuchung der Kursker Magnetanomalie zu beteiligen. Leyst begleitete ihn und schloss aus den Daten, dass die Anomalie auf umfangreiche Eisenerzvorkommen hinwies. Leyst erhielt Geld vom Kursker Semstwo für den Kauf von Messgeräten und die Ausrüstung für die Bohrungen, die in Deutschland gekauft wurde. Unter seiner Leitung begannen die Bohrungen, wobei Leyst Eisenerz in einer Tiefe von 200 m erwartete. Da die ersten Bohrungen erfolglos blieben, stellte das Semstwo die Arbeit ein.
Nach der Verteidigung seiner Doktor-Dissertation über die geographische Verteilung des normalen und anomalen Erdmagnetismus an der MGU im März 1899 wurde Leyst zum Doktor der physischen Geographie promoviert. Darauf wurde er außerordentlicher Professor und im September 1902 ordentlicher Professor auf dem Lehrstuhl für physische Geographie und Meteorologie der MGU. 1905 untersuchte er die Elektrisierung und Radioaktivität der Luft auf der Krim. 1906 wurde Leyst Wirklicher Staatsrat (4. Rangklasse). 1906–1907 führte er anlässlich der totalen Sonnenfinsternis am 14. Januar 1907 magnetische und meteorologische Untersuchungen in der Region Samarqand durch.
Leyst blieb bei seiner Überzeugung, dass die Kursker Anomalie auf Eisenerz hinwies, und setzte die Untersuchungen jeweils während der Sommerferien 14 Jahre lang auf eigene Kosten fort. Er berichtete darüber regelmäßig in der Moskauer Gesellschaft der Naturforscher, deren Mitglied er seit 1884 war (Sekretär seit 1899 und Ehrenmitglied seit 1913). 1910 schloss er die Untersuchung der Kursker Magnetanomalie mit der Analyse der Daten von 4500 Messpunkten ab. 1912 untersuchte er die Gammastrahlung in Feodossija. 1914 wurde unter Leysts Leitung in Schenkursk ein temporäres magnetisches Observatorium errichtet, das 1914–1916 als Basis für magnetische Messungen im russischen Norden diente. 1916 leitete Leyst die auf seine Initiative organisierte Geophysikalische Kommission. Im Frühjahr 1918 gründete er zusammen mit Wladimir Alexandrowitsch Michelson die Moskauer Meteorologische Gesellschaft. Zu Leysts Schülern gehörten Wjatscheslaw Franzewitsch Bontschkowski und Alexander Ignatjewitsch Saborowski.
Leyst reiste 1918 zu einer Heilbehandlung nach Bad Nauheim, wo er starb.
Leysts Sohn Ernest Ernestowitsch Leyst war Jurist und wurde im Herbst 1938 verhaftet, wegen Vorbereitung eines Terroraktes gegen die Führung der KPdSU und die sowjetische Regierung zum Tode verurteilt, in Kommunarka erschossen und 1956 rehabilitiert. Der Rechtswissenschaftler Oleg Ernestowitsch Leyst (1925–2003) war Leysts Enkel.

## Ehrungen, Preise
- Lomonossow-Preis der Russischen Akademie der Wissenschaften (1890) für die Untersuchung der Temperatur des Erdbodens in Pawlowsk[1]
- Silbermedaille der Russischen Geographischen Gesellschaft (1893) für die Untersuchung der Temperatur des Bodens und des Wassers am Grund tiefer Seen
- Sankt-Stanislaus-Orden II. Klasse, I. Klasse (1912) (1893)[7]
- Russischer Orden der Heiligen Anna II. Klasse (1901)
- Orden des Heiligen Wladimir IV. Klasse (1904), III. Klasse (1909)[8]
- Verdienter Professor der MGU (1918)